# Pound Cake/Paris Morton Music 2
Pound Cake/Paris Morton Music 2 è un singolo del rapper canadese Drake pubblicato il 26 settembre 2013.

## Descrizione
Il brano, formato da lato a e lato b, vede la collaborazione di Jay-Z, Ellie Goulding e Jimmy Smith.

## Tracce

### Lato A
1. Pound Cake

### Lato B
1. Paris Morton Music 2